# استان کورنلیو ساودرا
استان کورنلیو ساودرا (به اسپانیایی: Provincia de Cornelio Saavedra) یکی از استان‌های بولیوی در بولیوی است که در شهرستان پوتوسی واقع شده‌است. استان کورنلیو ساودرا ۳٬۱۵۳ کیلومتر مربع مساحت و ۵۸٬۷۰۶ نفر جمعیت دارد.